# Kōichi Shiozawa
Pour les articles homonymes, voir Shiozawa (homonymie).
Kōichi Shiozawa (塩沢 幸一, Shiozawa Kōichi, 5 mars 1881 - 17 novembre 1943) est un amiral de la marine impériale japonaise durant la seconde guerre sino-japonaise. Le critique littéraire Rinsen Nakazawa est son frère aîné.

## Biographie
Né à Matsumoto dans la préfecture de Nagano, Shiozawa est issu d'une famille de distillateurs de la célèbre tonique médicinale Yomeishu. Rejoignant la marine le 16 décembre 1901, il intègre la 32e promotion de l'académie navale impériale du Japon le 14 novembre 1904, étant classé 2e sur 192 cadets. Le fameux amiral Isoroku Yamamoto est dans la même classe.
Il sert comme aspirant sur le ravitailleur de sous-marins Karasaki (en) et le cuirassé Asahi durant la guerre russo-japonaise. Promu enseigne le 31 août 1905, il est affecté au destroyer Hibiki et comme sous-lieutenant le 29 septembre 1907 sur le Mikasa. Promu lieutenant le 11 octobre 1909, il est affecté sur le cuirassé Sagami puis sur le croiseur Tone (en).
Diplômé de la 13e promotion de l'école navale impériale du Japon en 1914, il est promu lieutenant-commandant le 1er décembre et est affecté comme observateur naval au Royaume-Uni de 1917 à 1919. Il sert dans la marine britannique sur les HMS Resolution et HMS Royal Oak lors de combats de la Première Guerre mondiale contre la Kaiserliche Marine allemande en 1917, dans le cadre de la contribution du Japon à l'alliance anglo-japonaise.Promu commandant le 1er décembre 1919, il revient au Japon et sert à divers postes d'État-major. Il est promu capitaine le 1er décembre 1923. Il devient capitaine du croiseur lourd Furutaka en 1926. De fin 1926 à début 1927, il sert de nouveau comme attaché naval au Royaume-Uni. De retour en 1928, il est promu contre-amiral le 10 décembre.
Shiozawa sert comme chef d'État-major de la 1re flotte du 30 octobre 1930 au 1er décembre 1930 et comme commandant de la 1re flotte expéditionnaire de Chine (en) jusqu'en juin 1932.
Au moment de la guerre de Shanghai de janvier 1932, Shiozawa est à la tête d'un croiseur, de quatre destroyers et de deux porte-avions ancrés au large de l'embouchure du Yangzi Jiang devant la cité internationale de Shanghai. Ses navires approchent pour protéger les citoyens japonais des attaques de la foule chinoise. En réponse, les forces nationalistes du Kuomintang avancent dans la banlieue de Chapei et engagent les marins japonais. Les Chinois étant supérieurs en nombre, Shiozawa lance son aviation aéronavale bombarder le secteur très peuplé de Chapei. L'attaque tue et blesse des milliers de civils et l'acte du Japon est condamné par la Société des Nations.
En décembre 1932, Shiozawa est commandant du district de garde de Chinkai. Il est promu vice-amiral le 15 novembre 1933 et est directeur du service aérien de la marine impériale japonaise de 1934 à 1935, commandant-en-chef du district naval de Maizuru de 1935 à 1936 et du district naval de Sasebo de 1936 à 1937. Lors de la création de la 5e flotte le 1er février 1938, Shiozawa en devient le premier commandant. À ce poste, il dirige l'opération Amoy et l'opération Canton d'octobre à décembre 1938. Il est décoré de l'ordre du Trésor sacré (1re classe) le 13 août 1938. En janvier 1939, il devient directeur des commandes navales.
Shiozawa est promu amiral le 15 novembre 1939. Il commande le district naval de Yokosuka du 4 septembre 1940 au 10 septembre 1941.
En mai 1943, à la suite de la mort de l'amiral Isoroku Yamamoto, Shiozawa, un ami de longue date, préside ses funérailles d'État. Shiozawa meurt quelques mois plus tard en novembre 1943 d'une maladie du pancréas aiguë.